# Dum og dummere
Dum og dummere er en amerikansk komediefilm fra 1994 instrueret af Peter Farrelly.
Den er om to mindre intelligente personer, Harry (Jeff Daniels) og Lloyd (Jim Carrey).

## Medvirkende
- Jeff Daniels som Harry Dunne
- Jim Carrey som Lloyd Christmas
- Lauren Holly som Mary Swanson

## Eksterne Henvisninger
- Dum og dummere på Internet Movie Database (engelsk)
- Dum og dummere på Filmdatabasen
- Dum og dummere på Scope
- Dum og dummere i Svensk Filmdatabas (svensk)
- Dum og dummere på AlloCiné (fransk)
- Dum og dummere på MovieMeter (nederlandsk)
- Dum og dummere på AllMovie (engelsk)
- Dum og dummere hos American Film Institute (engelsk)
- Dum og dummere på Turner Classic Movies (engelsk)
- Dum og dummere på The Movie Database (engelsk)